# Eva Janková
Eva Janková rozená Eggerová (* 24. ledna 1945 Floing, Štýrsko) je bývalá atletka v hodu oštěpem z Rakouska. Je matkou rakouského hráče národního fotbalového týmu Marcem Jankem.
Získala bronzovou medaili v hodu oštěpem v roce 1968 na letních olympijských hrách které se konaly v Ciudad de México.
Její osobní nejlepší hod 61,80 metrů, dosažený v červenci 1973 v Innsbrucku, je stále rakouským rekordem.